# Pedro Echavarría Lazala
Pedro Echavarría Lazala (* 1894 in Santiago de los Caballeros; † 29. August 1967 in Santo Domingo) war ein dominikanischer Flötist und Musikpädagoge.
Echavarría hatte als Kind Unterricht bei José Ovidio García und trat bereits vierzehnjährig öffentlich im Ateneo Amantes de la Luz auf. Kurz darauf wurde er Mitglied der städtischen Kapelle. Später ging er nach Kuba und spielte in Aufführungen von Opern und Zarzuelas an den Theatern von Havanna. Als „Dominikanische Nachtigall“ trat er mit großem Erfolg in Mexiko und Puerto Rico auf und gab in den USA Konzerte mit dem Philadelphia Symphony Orchestra unter Leopold Stokowski. Weitere Konzertreisen führten in u. a. nach Kolumbien, Costa Rica und Venezuela.
In seinem Heimatland wurde er Solist des Orquesta Sinfónica Nacional und des Orquesta de La Voz Dominicana unter Leitung von Roberto Caggiano. Ende der 1930er Jahre war er Flötist in dem von Julio Alberto Hernández geleiteten Orquesta Sinfónica de la Compañía Anónima Tabacalera. Von 1942 bis 1953 unterrichtete er Flöte und Solfège am Conservatorio Nacional de Música.